# Левашёво (Тукаевский район)
 Левашёво (тат. Либәшәү, Libäşäw) — деревня в Тукаевском районе Татарстана. Входит в состав Староабдуловского сельского поселения.

## География
Находится в северо-восточной части Татарстана на расстоянии приблизительно 21 км на юг-юго-восток от районного центра города Набережные Челны на берегу пруда.

## История
Основана в начале XVIII века, в 1870 году упоминалось наличие церкви, ветряной мельницы. 

## Население
Постоянных жителей было: в 1870—398, в 1913—266, в 1920—283, в 1926—216, в 1938—272, в 1949—288, в 1958—212, в 1970—108, в 1979 — 51, в 1989 — 18, 12 в 2002 году (русские 100 %), 9 в 2010.